# Wilhelm von Abbema

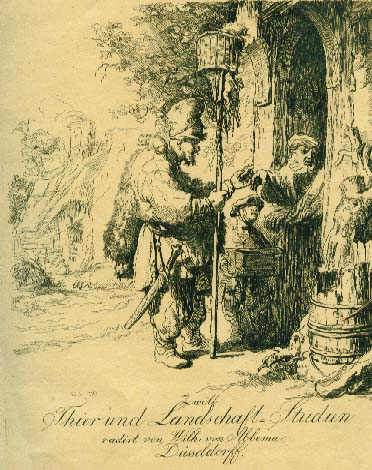
Etsning av Wilhelm von Abbema.

Wilhelm von Abbema, född den 15 januari 1812 i Krefeld, död i Düsseldorf den 8 november 1889, var en kopparstickare och etsare. Han graverade i synnerhet landskap.